# Wimbledon Championships 1899
Die 23. Auflage der Wimbledon Championships fand 1899 auf dem Gelände des All England Lawn Tennis and Croquet Club an der Worple Road statt. Das Teilnehmerfeld im All-Comers-Turnier umfasste bei den Herren 37, bei den Damen 17 Spieler.
In diesem Jahr wurde ein neuer, für 1.200 Pfund gebauter Zuschauerpavillon eingeweiht. Zum ersten Mal wurden ein Doppelwettbewerb bei den Damen abgehalten, jedoch ohne diesem den Rang einer Meisterschaft zu verleihen.

## Herreneinzel
In der Challenge Round besiegte Titelverteidiger Reginald Doherty den Herausforderer Arthur Gore in fünf Sätzen und gewann damit seinen dritten Titel.

## Dameneinzel
Bei den Damen konnte sich Blanche Bingley-Hillyard in der Challenge Round gegen die Vorjahressiegerin Charlotte Cooper durchsetzen und ihren fünften Titel erringen.

## Herrendoppel
Im Doppel triumphierten erneut die Brüder Doherty. In einer Neuauflage der letztjährigen Challenge Round schlugen sie Harold Nisbet und Clarence Hobart mit 7:5, 6:0 und 6:2.

## Damendoppel (ohne Meisterschaftsstatus)
|  | Halbfinale | Halbfinale                      | Halbfinale | Halbfinale | Halbfinale |  |  | Finale | Finale                          | Finale | Finale | Finale |
|  |            |                                 |            |            |            |  |  |        |                                 |        |        |        |
|  |            |                                 |            |            |            |  |  |        |                                 |        |        |        |
|  |            | E. J. Bromfield Kirby           | 1          | 0          |            |  |  |        |                                 |        |        |        |
|  |            | B. Bingley-Hillyard B. Steedman | 6          | 6          |            |  |  |        |                                 |        |        |        |
|  |            |                                 |            |            |            |  |  |        | B. Bingley-Hillyard B. Steedman | 6      | 2      | 6      |
|  |            |                                 |            |            |            |  |  |        | R. Durlacher A. Pickering       | 4      | 6      | 5      |
|  |            | E. L. Austin-Greville C. Cooper | 6          | 3          | 3          |  |  |        |                                 |        |        |        |
|  |            | R. Durlacher A. Pickering       | 2          | 6          | 6          |  |  |        |                                 |        |        |        |
|  |            |                                 |            |            |            |  |  |        |                                 |        |        |        |